# Theseobacter exili
Espèce
Les "Candidatus Theseobacter exili" forment une espèce candidate de bactéries de la famille Candidatus Theseobacteraceae du phylum candidat Auribacterota du règne des Bacteria.

## Historique
Cette espèce est proposée en 2022 par T. J. Williams sous le nom de "candidatus Theseobacter exili" pour contenir les bactéries non cultivables identifiées dans le lac Ace et proches d'un génome de la publication de Momper sous le nom de "MAG SURF_26". La reconstruction du génome de cette nouvelle espèce est notée 3300035698_1968,.

## Taxonomie
Le nom de candidatus Theseobacter exili" a été publié de manière non valide et ce nouveau nom est considéré comme le nom préféré et non pas le nom correct.

### Étymologie
L'étymologie du nom d'espèce Theseobacter exili est la suivante : ex.i’li. L. neut. n. exili, en état d'exil pour faire référence à son lieu d'isloment, le lac Ace, séparé de l'océan austral,.

### Phylogénie
Selon la publication de T. J. Williams, le génome de cette espèce en fait l'espèce la plus proche de "Candidatus Auribacter fodinae".